# Revenge (album de Kiss)
Pour les articles homonymes, voir Revenge.
Albums de Kiss
Hot in the Shade
(1989) Carnival of Souls: The Final Sessions
(1996)
Revenge est le 16e album studio du groupe Kiss sorti en 1992.
C'est le premier album du groupe après la mort du batteur Eric Carr et, de ce fait, le premier avec son remplaçant, Eric Singer. Cet album a aussi été marqué un bref retour du guitariste Vinnie Vincent, qui a coécrit trois titres, avant une nouvelle rupture à la suite d'un conflit au niveau de la répartition des royalties. Avec un son plus lourd, et des chansons plus hard que ses prédécesseurs, Revenge est un album qui connut un grand succès comme le montrent ses quelque 4 millions d'exemplaires vendus pour les seuls États-Unis.
Le troisième album live de Kiss, Alive III a été enregistré durant la tournée promotionnelle de Revenge. La quasi-intégralité des titres de cet album n'ont plus été joués en concert à partir du Reunion Tour, en 1996. "Unholy" a néanmoins été interprété au cours du Rock The Nation Tour de 2004, de même que "God Gave Rock'n'roll To You II", ce dernier titre étant en outre presque systématiquement joué lors des concerts donnés dans le cadre des tournées Sonic Boom Over Europe et The Hottest Show On Earth, entre 2008 et 2011.
Deux titres enregistrés plus tôt ont été intégrés à l'album pour rendre hommage à Eric Carr : "God Gave Rock 'n' Roll to You II", une reprise du groupe Argent sur lequel Carr chante durant les chœurs, et "Carr Jam 1981" dont le thème principal a servi de base à la composition du titre "Breakout" d'Ace Frehley, coécrit par ce dernier avec Carr et présent sur l'album Frehley's Comet.
"Domino" et "Every Time I Look at You" font partie de la setlist du live acoustique Kiss Unplugged.

## Liste des titres
| No  | Titre                            | Auteur                           | Chanteur(s)                | Durée |
| --- | -------------------------------- | -------------------------------- | -------------------------- | ----- |
| 1.  | Unholy                           | Simmons, Vincent                 | Gene Simmons               | 3:42  |
| 2.  | Take It Off                      | Stanley, Ezrin, Roberts          | Paul Stanley               | 4:50  |
| 3.  | Tough Love                       | Stanley, Ezrin, Kulick           | Paul Stanley               | 3:44  |
| 4.  | Spit                             | Stanley, Simmons, Van Zen        | Gene Simmons, Paul Stanley | 3:33  |
| 5.  | God Gave Rock 'n' Roll to You II | Stanley, Ezrin, Simmons, Ballard | Paul Stanley, Gene Simmons | 5:20  |
| 6.  | Domino                           | Simmons                          | Gene Simmons               | 4:00  |
| 7.  | Heart of Chrome                  | Stanley, Ezrin, Vincent          | Paul Stanley               | 4:03  |
| 8.  | Thou Shalt Not                   | Simmons, Damon                   | Gene Simmons               | 3:59  |
| 9.  | Every Time I Look at You         | Stanley, Ezrin                   | Paul Stanley               | 4:40  |
| 10. | Paralyzed                        | Simmons, Ezrin                   | Gene Simmons               | 4:15  |
| 11. | I Just Wanna                     | Stanley, Vincent                 | Paul Stanley               | 4:08  |
| 12. | Carr Jam 1981                    | Eric Carr                        | (instrumental)             | 2:44  |

## Composition du groupe
- Gene Simmons - basse, chants.
- Paul Stanley - guitare rythmique, chants.
- Bruce Kulick - guitare solo
- Eric Singer - batterie, percussions, chœurs.

### Musiciens additionnels
- Eric Carr - chœurs sur God Gave Rock 'N' Roll to You II, batterie sur Carr Jam 1981.
- Kevin Valentine - batterie Take It Off.
- Dick Wagner - guitare solo sur Every Time I Look at You.

## Charts
| Pays        | Chart                | Meilleure position | Réf    |
| ----------- | -------------------- | ------------------ | ------ |
| États-Unis  | Billboard 200        | 6                  | [ 2 ]  |
| Royaume-Uni | UK Albums Chart      | 10                 | [ 3 ]  |
| Allemagne   | Media Control Charts | 16                 | [ 4 ]  |
| Autriche    | Ö3 Austria Top 40    | 14                 | [ 5 ]  |
| Japon       | Oricon               | 14                 | [ 4 ]  |
| Pays-Bas    | MegaCharts           | 46                 | [ 6 ]  |
| Norvège     | VG-lista             | 4                  | [ 7 ]  |
| Suède       | Sverigetopplistan    | 10                 | [ 8 ]  |
| Suisse      | Swiss Music Charts   | 6                  | [ 9 ]  |
| Australie   | ARIA Charts          | 5                  | [ 10 ] |

### Certifications
| Industrie | Certifié   | Ventes     |
| --------- | ---------- | ---------- |
| RIAA      | 4x Platine | 4 millions |